# 岩田英憲

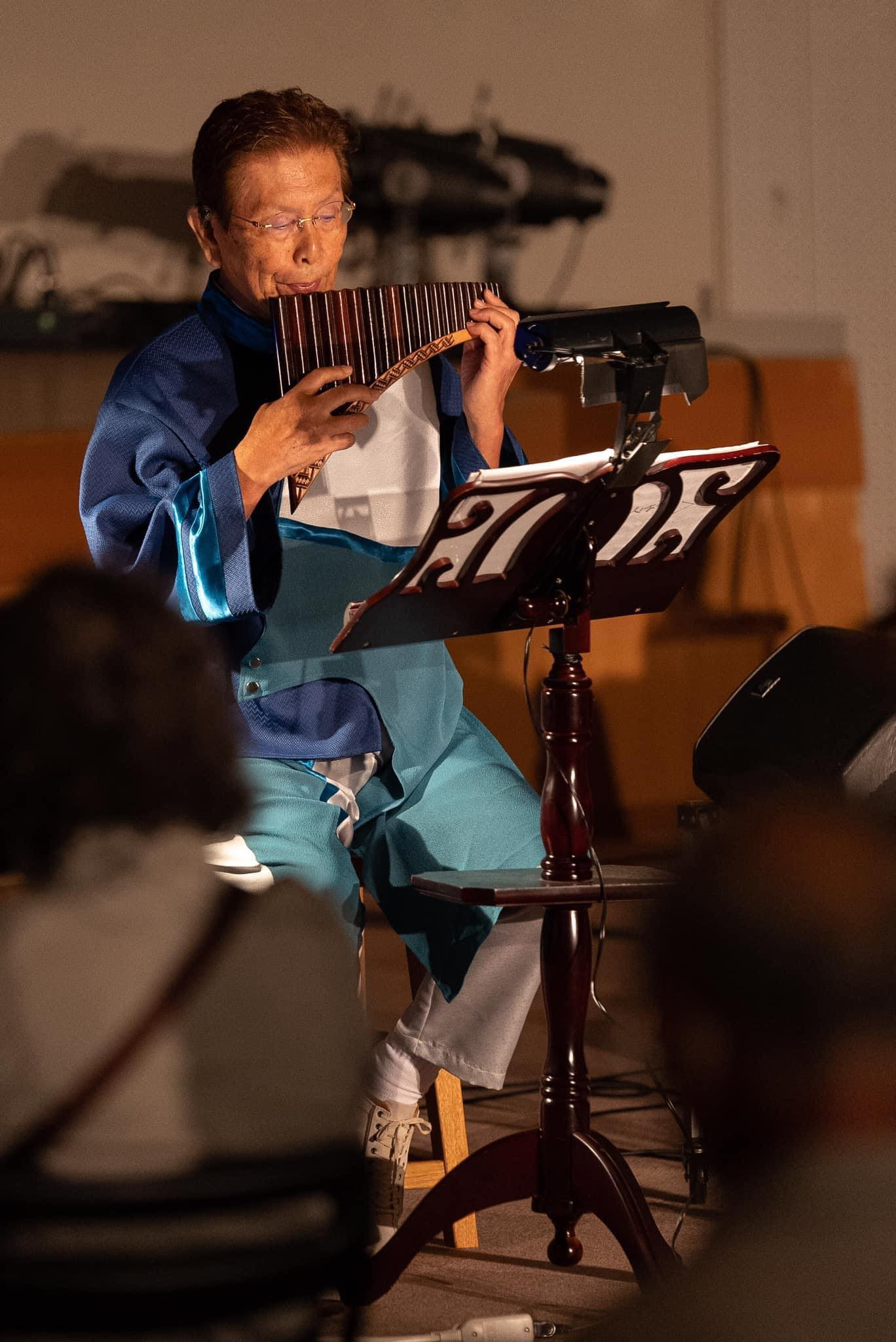
パンパイプを演奏する岩田英憲（2022年）

岩田 英憲（いわた えいけん（ひでのり）、1941年6月23日 - ）は、日本のパンパイプ（パンフルート）奏者。
奈良時代以降初めて日本でパンパイプを演奏したパイオニアであり第一人者である。
パンパイプ・エイケントリオのメンバー。広島文化学園大学名誉教授、宮島観光大使、日本野鳥の会会員。妻は舞踊家の岩田玲子。

## 人物・来歴
1941年、広島県生まれ。国立音楽大学を卒業後、1970年にオーストリア・ウィーンに音楽留学。
ウィーン市立音楽院、ウィーン国立音楽大学卒業、フルートを竹本博、吉田雅夫、カミロ・ヴァナウゼック、ゴッドフリード・ヘヒトゥル、ハンス・レズニチェックに師事。パンパイプはM,ファネルから基本的な奏法を学び、G,ザンフィル、D,ルカには技術だけではなく精神面での教えを受け、後の演奏スタイルに大きく影響を与えた。

### フルート奏者として
1971年から1977年、ウィーンの森バーデン市立劇場オーケストラ主席フルート奏者。ウィーン交響楽団及びオーストリア放送管弦楽団のエキストラとしても従事した。1977年に帰国後、広島文化女子短期大学（現広島文化学園大学）音楽科講師（のちに教授）としてフルート指導に30年従事する。

### パンパイプとの出会い
1976年12月24日クリスマスイブに、ウィーンの友人宅で、ルーマニアの民族楽器「ナイ（パンパイプ）」のレコード（G,ザンフィル演奏）を聴き、その魅力ある神秘的な音色と音楽に強い衝撃を受け、その夜パンパイプの演奏家になることを決意した。

### パンパイプ奏者として
- 1979年8月25日、大阪倶楽部4Fホールにおいて、日本初のリサイタル「ルーマニアの夕べ ～ パンの笛（ナイ）の演奏会」を、1980年5月9日には、ルーマニア大使館主催による「第一回パンの笛コンサート：パンの笛・岩田英憲リサイタル」を東京の石橋メモリアルホールで開催した。
- 1980年7月、ルーマニア政府の招きにより、ルーマニア・ブカレストに短期留学。
- 1980年10月、ザンフィル初来日のおり、食事、行動をともにする。ザンフィルが皇太子明仁（現上皇明仁）から東宮御所に招かれた際に随行し、美智子妃（現上皇后美智子）から「一本のナイが私のところに眠っています。いつかそれを吹きにいらしてください。」と声を掛けられた[2]。
- 1982年、NHK『音楽の広場』に出演。
- 1983年、映画『魚影の群れ』のテーマ曲を演奏。
- 1989年、NHK『歴史誕生』のテーマ曲「青空」と「子供たちの夏」を演奏。
- 1989年、「’89 海と島の博覧会」のメインステージにおいて合唱曲「世界の命＝広島の心」(作曲:藤掛廣幸)に参加。
- 1991年、NHK『新日本探訪のテーマ』を演奏。
- 1994年、NHK『にんげんマップ』に出演。
- 1995年、テレビ東京『タモリの音楽は世界だ』に出演。
- 1998年、映画『風の歌が聴きたい』のテーマ曲を演奏。
- 1999年、国際交流基金の企画「風と大地のコンサート」で中華人民共和国各地を回る。
- 2006年、「第6回大山王国夏至祭」に出演。
- 2008年、日本野鳥の会チャリティ公演、「久米明とパンの笛が謳い上げる音楽物語」に出演。
- 2009年、「エイケントリオ」を田中洋太、松本真昭らと結成。2017年、田中洋太が体調不良のため井口真由子が新メンバーとして入る。現在、松本真昭、井口真由子とトリオで活動中[3]。
- 2012年、NHK BS1『地球テレビ エル・ムンド』に出演
- 2015年、NHK時代劇『風の峠〜銀漢の賦〜』のタイトル曲「満天の星」等を演奏。
- 2018年、BSテレ東『おんがく交差点』に出演。
- 2021年、「服部克久メモリアルコンサート」で演奏。
- 2022年、映画『サバカン』挿入曲「またね」等を演奏。

## 主な録音（CD等）
- 1985年 『Harps in Elegance』、CBS/sony 制作に参加
- 1987年 『Nai Four Seasons』、自主制作
- 1987年 『君を歌おうとして』小椋佳、KITTY RECORDS 制作に参加
- 1989年 『パンの笛幻想 風・祈り・生命』、AVACO
- 1992年 『パンの笛幻想Ⅱ いのちの風』、AVACO
- 1992年 「朝風のイカロス」、服部克久『音楽畑9 -Sports-』に収録。
- 1993年 『小さな旅と美術館』、Colombia
- 1993年 『故郷の風』、Colombia
- 1993年 「淡紅（とき）色の夢 Nipponia Nippon」、服部克久『音楽畑10 The Earth-母なる大地』に収録
- 1993年 『悠邑 ふるさと物語』、Colombia
- 1994年 『パンの笛/愛の風～永遠に～』、Colombia
- 1994年 「秋風の頃」「桜吹雪」、服部克久『音楽畑11 NATURE-自然紀行-』に収録。
- 1996年 『愛し児たちへ』、Colombia
- 1996年 『パンの笛幻想Ⅲ 光・希望・再生』、AVACO
- 1998年 『軽音楽のすすめ4 パンフルート』、Colombia
- 2003年 『Mind Flower』、ライヴノーツ
- 2004年 『NATURE SONG』､ライヴノーツ
- 2010年 『光の中で』、SATO PROJECT
- 2011年 『風鳥詩人』、アステリズムミュージック
- 2012年 『風鳥伝説』、アステリズムミュージック
- 2013年 『新芽』、アステリズムミュージック
- 2019年 『風韻』、アステリズムミュージック

## 著書、寄稿
1. 岩田英憲、1980、「楽器の話 パンパイプ」、『ディー・オルゲル』第4号p10-11、東京音楽社
2. 岩田英憲、1984、『パンの笛入門』、トヤマ楽器製造株式会社
3. 岩田英憲・西村恭子、2018、『風魂－パンの笛に魅せられて』初版、藤原書店
4. 岩田英憲、2022、「想 心に響く音を求めて」、中國新聞（セレクト）2022年11月9日付け